# 城郊乡 (永兴县)
城郊乡，是中华人民共和国湖南省郴州市永兴县下辖的一个乡镇级行政单位；2012年4月撤销。原城关镇、城郊乡、碧塘乡成建制合并设立便江镇。以原城关镇、城郊乡、碧塘乡的行政区域为新设便江镇的行政区域，便江镇辖26个建制村、9个居委会，总面积186.9平方公里，总人口9.67万人，镇人民政府驻永兴大道（原城关镇人民政府驻地）。